# Sechstagerennen Köln
Das Kölner Sechstagerennen wurde 46-mal zwischen 1928 und 1998 ausgetragen.

## Sechstagerennen in der Rheinlandhalle
Am 10. Oktober 1928 fiel der Startschuss für das erste Kölner Sechstagerennen in der Rheinlandhalle in Köln-Ehrenfeld. Die 166,66 Meter lange Radrennbahn aus Holz war vom Münsteraner Architekten Clemens Schürmann geplant worden.  Es gewannen die Kölner Lokalmatadoren Gottfried Hürtgen und Viktor Rausch, und Willi Ostermann textete: „Das war ein Spurt, das war ein Spürtchen, es lebe Rausch, es lebe Hürtgen!“ Die „schwarzen Husaren“ Rausch/Hürtgen konnten mit der Austragung von 1930 das Kölner Sechstagerennen ein zweites Mal für sich entscheiden. Das letzte Rennen vor dem Zweiten Weltkrieg fand 1933 statt. Die NS-Sportführung hatte die Regeln für Sechstagerennen so geändert, dass sie finanziell nicht mehr lukrativ waren; auch stand ein mögliches Verbot im Raum.

## Kölner Sporthalle
Nach dem Krieg fanden die Sechstagerennen ab 1958 in der Kölner Sporthalle auf dem Gelände der KölnMesse statt. Veranstaltet wurden sie von der Kölner Sportstätten GmbH, die der Stadt gehört. Die dortige Holzbahn war ausbaubar, 166,66 Meter lang und hatte eine Kurvenüberhöhung von 54 Grad. Konzipiert hatte sie Herbert Schürmann, Sohn von Clemens Schürmann. Auf dieser Bahn fanden Sechstagerennen bis 1998 statt. Die Sporthalle wurde 1999 abgerissen, und in der als Ersatz für diesen Veranstaltungsort gedachten Lanxess-Arena war keine Radrennbahn vorgesehen.
Erfolgreichster Fahrer in Köln war Albert Fritz mit sechs Siegen. Die Veranstalter des Rennens ermöglichten bereits 1964 den Amateuren ein Sechstagerennen, das unter dem Namen „Großer Preis der Kölner Sporthalle“ stattfand. Es war zunächst ein Zweier-Mannschaftsfahren über jeweils eine Stunde mit der Wertung nach Sechstageart.

## Neue Pläne
Im November 2010 wurde bekannt, dass der Journalist Christian Stoll gemeinsam mit dem niederländischen Veranstalter Frank Boelé eine Neuauflage des Kölner Sechstagerennens für November 2012 plant. Das Rennen soll auf einer mobilen Bahn in einer Halle der Messe stattfinden. Als Sportlicher Leiter wurde Erik Zabel vorgestellt. Im Februar 2012 wurde das Rennen wegen einer schweren Erkrankung von Stoll abgesagt und für 2013 angekündigt. Es war dann für 7. November 2013 bis 12. November 2013 geplant, wurde aber erneut abgesagt.

## Palmarès
- 1998  Adriano Baffi –   Andreas Kappes
- 1997  Etienne De Wilde –  Olaf Ludwig
- 1996  Etienne De Wilde –  Andreas Kappes
- 1995  Bruno Risi –  Kurt Betschart
- 1994  Urs Freuler –  Carsten Wolf
- 1993  Urs Freuler –  Remig Stumpf
- 1992  Bruno Holenweger –  Remig Stumpf
- 1991  Patrick Sercu –  Andreas Kappes
- 1990  Etienne De Wilde –  Andreas Kappes
- 1989  Tony Doyle –  Danny Clark
- 1988  Etienne De Wilde –  Constant Tourné
- 1987  René Pijnen –  Dietrich Thurau
- 1986  Roman Hermann –  Sigmund Hermann
- 1985  Dietrich Thurau –  Danny Clark
- 1984  René Pijnen –  Josef Kristen
- 1983  Dietrich Thurau –  Albert Fritz
- 1982  Wilfried Peffgen –   Albert Fritz
- 1981  Patrick Sercu –  Albert Fritz
- 1980  René Pijnen –  Danny Clark
- 1979  Gregor Braun –  Patrick Sercu
- 1978  Wilfried Peffgen –  Albert Fritz
- 1977  René Pijnen –  Günter Haritz
- 1976  Wilfried Peffgen –  Dieter Kemper
- 1975  Wilfried Peffgen –  Albert Fritz
- 1974  Graeme Gilmore –  Dieter Kemper
- 1973  Alain Van Lancker –  Patrick Sercu
- 1972  Wolfgang Schulze –  Sigi Renz
- 1971  Rudi Altig –  Albert Fritz
- 1970  Peter Post –  Patrick Sercu
- 1969  Horst Oldenburg –  Dieter Kemper
- 1968  Rudi Altig –  Sigi Renz
- 1967  Klaus Bugdahl –  Patrick Sercu
- 1966  Rudi Altig –  Dieter Kemper
- 1965  Rudi Altig –  Sigi Renz
- 1964  Peter Post –  Hennes Junkermann
- 1963  Peter Post –  Fritz Pfenninger
- 1962  Rik Van Steenbergen –  Emiel Severeyns
- 1961  Peter Post –  Rik Van Looy
- 1960  Klaus Bugdahl –  Hennes Junkermann
- 1959  Klaus Bugdahl –  Valentin Petry
- 1933  Karl Göbel –  Adolf Schön
- 1932  Emil Richli –  Paul Broccardo
- 1931  Karl Göbel –  Adolf Schön
- 1930  Viktor Rausch –  Gottfried Hürtgen
- 1929  Pierre Goossens –  Roger De Neef
- 1928  Viktor Rausch –  Gottfried Hürtgen